# Cantón de Sagro-di-Santa-Giulia
El cantón de Sagro-di-Santa-Giulia era una división administrativa francesa que estaba situada en el departamento de Alta Córcega y la región de Córcega.

## Composición
El cantón estaba formado por ocho comunas:
- Brando
- Canari
- Nonza
- Ogliastro
- Olcani
- Olmeta-di-Capocorso
- Pietracorbara
- Sisco

## Supresión del cantón de Sagro-di-Santa-Giulia
En aplicación del Decreto n.º 2014-255 de 26 de febrero de 2014, el cantón de Sagro-di-Santa-Giulia fue suprimido el 22 de marzo de 2015 y sus 8 comunas pasaron a formar parte del nuevo cantón de Cabo Córcega.